# Има ли пилот в самолета?
„Има ли пилот в самолета?“ (на английски: Airplane!) е американски пародиен филм, написан и режисиран от Дейвид и Джери Зукър, и Джим Ейбрахам в режисьорските им дебюти, и е продуциран от Джон Дейвисън. Във филма участват Робърт Хейс, Джейн Хогърти, Лесли Нилсен, Робърт Стак, Лойд Бриджис, Карийм Абдул-Джабар и Лорна Патерсън. Филмът е пародия на филмовия жанр за катастрофата, особено филма на „Парамаунт“ – „Zero Hour!“ през 1957 г. Премиерата на филма е на 2 юли 1980 г. от „Парамаунт Пикчърс“, и е последван от продължение – „Има ли пилот в самолета? 2“ (1982).